# Olivier Naimj
Olivier Naimj, född 1996, är en basketspelare som spelar i Hammarby IF . Han har tidigare representerat klubbar som Alviks BBK och Järva BK . Olivier var deltagande på Super Saturday 2024 på hovet inför 7500 personer där han var med i en trepoängstävling .